# 拉瑟福德 (伊利諾伊州)
拉瑟福德（英語：Rutherford）是位於美國伊利諾伊州尚佩恩縣的一個非建制地區。該地的面積和人口皆未知。

## 地理
拉瑟福德的座標為40°01′29″N 88°03′09″W / 40.02472°N 88.05250°W，而該地的平均海拔高度為208米（即682英尺）。